# Торта
Тортата (от италиански: torta) е сладкарско изделие, обикновено в кръгла форма и на етажи (тестените блатове се редуват със слоеве крем) и украсено с плодове, ядки, шоколад, сметана и други, което се приготвя и поднася при по-специални случаи – рождени и имени дни, юбилеи и подобни.
По принцип тортите в кулинарията биват солени и сладки. Солените се поднасят като предястие или като част от менюто на различни приеми. Сладките торти обаче са цяло изкуство, на което се учиш цял живот, защото разнообразието им е неизчерпаемо.
По консистенция тортите биват сочни (сиропирани) и сухи.
Приготвят се от различни сладкарски основи (от един или няколко различни вида).
Най-често употребяваните основи са:
- пандишпанови платки и блатове в най-различни вкусове и цветове – ванилия, какао, карамел, различни видове ядки или с прибавка на краве масло, прясно мляко, сметана, претърпели термична обработка плодове;
- маслени сладкарски основи от класическо ронливо маслено тесто или обогатено с ядки, линцер основа, многолистна маслена основа, кейкова основа;
- ядкови основи – с участие на орехови, бадемови, лешникови ядки;
- белтъчни основи – леко и тежко белтъчно тесто;
- медени сладкарски основи.

Друг компонент на тортите са сладкарските сиропи. Те се приготвят от захар, глюкоза, пчелен мед, вода, хранителна киселина, оцветители и овкусители. Понякога захарта се карамелизира и се получава карамелов сироп, а с прибавка на какао и масло се получава какаов сироп. Киселината служи за инверсия на сиропа с цел предпазване от изкристализиране на захарта от сиропа.
Следващия компонент от приготвянето на торти е пълнежът. За пълнеж се използват различни сладкарски кремове – маслен, шоколадов, сметанов и комбинации между тях. Понякога се добавят и натрошени ядки, шоколад, крокант, желиращи вещества, ликьори, конфитюри, яйца, есенции, пресни плодове.
Операцията по сиропиране на сладкарските основи се нарича трампиране, а съединяването им с крем – зафилване. След зафилването е необходимо време за охлаждане и стягане на основите. Следащата операция е гарниране с крем, глазури, поръски, панировки, фарситури от различен произход.
Последна операция е украсяване с художествена цел от крем, глазури, поръски и плодове.
Готовите торти се съхраняват при хладилни условия или в сухи и тъмни складове при подходяща температура и ниска относителна влажност на въздуха.